# 天王寺博覧会
天王寺博覧会（てんのうじはくらんかい）は、1987年（昭和62年）8月1日から11月8日に大阪府大阪市天王寺区の天王寺公園で開催された地方博覧会である。略称は「てんぱく」。

## 概要
- 会期：1987年8月1日（土） - 11月8日（日）（100日間）
- 開催地：天王寺公園（大阪市天王寺区）
- 主催：財団法人大阪21世紀協会
- キャッチフレーズ：「いのちいきいき天王寺博」
- 目標入場者数：250万人

## 開催内容
- 中国陝西省出土文物 金龍・金馬と動物国宝展

　中国の協力で、西安市南部から出土した唐時代の「金龍」や、前漢の武帝陵の東側から発見された「金馬」など、動物にちなんだ文物約120点が展示された。
- 氷河時代の動物たちとシベリア文明展

　ソ連の協力で、東シベリアのマガダン市の永久凍土層から発見された約39,000年前の生後約8ヶ月の赤ちゃんマンモス「ディーマ」や、約12,000年前のタイミールマンモスの全身骨格が展示された。
- テーマ館

　アメリカなどの協力で、翼竜ケツァルコアトルス（Quetzalcoatlus）のレプリカなどが展示された。アイマックスシアターではケツァルコアトルスの1/2スケールの無線操縦による復元模型を飛行させるプロジェクトの一部始終を描いた「オン・ザ・ウイング」の19分短縮版が上映された。
- お祭り広場

　1000人収容の大ステージで、劇団四季のオリジナルミュージカル「グローリーテンノウジ」が公演された。
- オロナミンCの瓶を積み重ねてできたマンモスが展示された。

## その他
- この博覧会に合わせて、大阪市天王寺動物園がリニューアルされた。
- 会期中、FM放送局「FMてんぱく」（89.1MHz、出力10W、コールサインJO4L-FM）が開局した。イベント放送局の制度は当時無かったため、放送試験局（現 地上基幹放送試験局）の種別で免許された。
- 博覧会への出展に否定的なシャープが出展した数少ない博覧会でもある（隣接の阿倍野区に本社があるため）。
- CMには、当時の人気子役のカケフくんが起用されていた。CM内容は芸名の由来となった掛布雅之が出演していた『金鳥マット』のCMのパロディ。

## 結果
- 入場者数：247万人。目標にはわずかに及ばなかった。
- 安藤忠雄設計のテーマ館はその後、映像館、植物温室として活用されていたが2018年に解体された。